# Hinoi Team
Hinoi Team fue un grupo Idol de Eurobeat, compuesto por 4 chicas adolescentes procedentes de Japón.

## Historia

### Antecedentes
Asuka y Hikaru iniciaron sus pasos musicales conjuntamente con otra chica mediante la formación del grupo "Love and Peace" en el cual lanzaron un sencillo llamado DRIFTER en 2002. Sin embargo, este trabajo tuvo una repercusión nula en las listas de ventas y el grupo se disolvió. Más tarde en 2003, Asuka y Hikaru lo volvieron a intentar mediante la formación el grupo "Mezzo Piano" pero esta vez ni siquiera llegaron a sacar un sencillo. A finales de ese año la cantante Tomoko Kawase, con su alter ego Tommy february6, vio el talento potencial que Asuka tenía en su interior y la amadrinó para iniciar una carrera dentro del grupo idol Tommy☆Angels con 3 integrantes más (Saori, Ai, y Maika). El grupo solo sacó un sencillo, de nombre "You'll be my boy". Lamentablemente y producto de problemas de voz y poco carisma de las integrantes del grupo, este fue disuelto por las pocas ventas del sencillo. A finales de 2004, Vision Factory, la agencia promotora de Asuka, decidió crear una "banda de chicas" alrededor de ella, para preparar mejor y no tan precipitadamente un eventual regreso como cantante solista. Hikaru Koyama, antigua compañera musical de Asuka, fue elegida automáticamente, mientras que Rina y Keika fueron elegidas tras superar un proceso de selección. El anuncio de la formación del grupo se publicó en diciembre del 2004, para debutar en febrero de 2005. Sin embargo, la falta de preparación de las dos miembros menores, Rina y Keika (entonces con 12 años) provocó que el debut se retrasara a mayo con el sencillo "Ike Ike".

#### Ike Ike
El debut del grupo fue con el sencillo "Ike Ike", que salió a la venta el 18 de mayo de 2005 en Japón. El disco además incluía la canción "Sing Na Na Na", una versión extendida de "Ike Ike" y las correspondientes versiones Karaoke de ambos temas. El DVD incluye el vídeo promocional, la versión ParaPara y el "detrás de cámara" de "Ike Ike". Este tema, "Ike Ike", fue utilizado como el primer tema de cierre del anime ICHIGO %100 y además fue el tema de cierre en el mes de abril del año 2005 del programa de TV, SARUDIE, de la cadena CHUKYO TV.

#### King Kong
El segundo sencillo salió a la venta el 27 de julio de 2005 en Japón. El sencillo también incluía el tema " Super Euro Flash", un mix de "Ike Ike" (New Generation Mix), una versión EUROBEAT de "King Kong" y un mix que hicieron para la TV de "King Kong" y "Super Euro Flash". El DVD incluye el vídeo promocional, la versión ParaPara, el "detrás de cámara" de "King Kong" y una versión de Koriki de "Ike IKe".

#### Night of fire / Play with the numbers
En este sencillo participó un comediante llamado KORIKKI CHÖSHÜ y salió a la venta el 14 de diciembre de 2005 en Japón. También incluía el tema " Yeah! " y las versiones karakoke de las tres canciones. Como extra, además, incluía versiones " Korikki Maji " y " Hinoi Team " de "Night of fire " original de Niko. El DVD trae el vídeo promocional de “Night of fire“, la versión ParaPara del mismo y de Play With The Numbers, aparte del clásico “detrás de la cámara”.

#### Sticky Tricky and Bang
Este es otro sencillo con Koriki. Además de “Sticky Tricky And Bang“, también incluye “On My Own“ (versión especial), que es un previo del álbum que saldría a la venta la semana siguiente, y un remix de " Night Of Fire". No podían faltar las versiones karaoke de ambos temas así como versiones Koriki y Hinoi Team de "Yeah!" y "Sticky Tricky And Bang" respectivamente.

## Primer álbum
Super Euro Party
Único álbum del grupo que contiene todos los temas cantados lanzados como sencillos, excluyendo versiones Hinoi Team y Koriki. Este álbum además incluye 6 nuevas canciones y un megamix. Este álbum fue lanzado una semana después del cuarto sencillo "Sticky Tricky And Bang". Se podía comprar tanto el pack CD+DVD o por separado.
Fecha de lanzamiento: 15 de marzo de 2006.
Sello: Sonic Groove

### Lista de canciones
1. Ike Ike
2. Night Of Fire (Con Korikki)
3. Yeah!
4. Hey Mr.DJ (Nueva Canción)
5. Sing Na Na Na
6. Play With the Numbers
7. Super Euro Flash
8. Everybody Dance (Nueva Canción)
9. Emoticons (Nueva Canción)
10. Sticky Tricky And Bang
11. Jam Jam Jam (Nueva Canción)
12. On My Own (Album versión)
13. Aishiteru (Nueva Canción; Hinoi Team original)
14. Just For Me (Nueva Canción)
15. King Kong
16. Hinoi Team Megamix Vol. 1 (Long versión)
17. Hinoi Team Megamix Vol. 1

### DVD
1. Ike Ike - Videoclip.
2. King Kong - Videoclip.
3. Night of Fire - Videoclip.
4. Sticky Tricky and Bang - Videoclip.
5. Ike Ike - Parapara versión.
6. King Kong - Parapara versión.
7. Nigth of Fire - Parapara versión.
8. Play With the Numbers - Parapara versión.
9. Sing Na Na Na - Parapara versión.
10. Super Euro Flash - Parapara versión.
11. Yeah! - Parapara versión.
12. Ike Ike - Koriki versión.
13. Detrás de cámaras

## Now and Forever
El siguiente sencillo fue lanzado el 9 de agosto. El disco ofrecía un tema original de Hinoi Team y una versión Hip Hop del tema principal. Como siempre, el sencillo podía comprarse con o sin DVD.
1. Now and forever
2. Summertime
3. I'm gonna carry on (Nueva Canción Hinoi team)
4. Now and forever (Instrumental)
5. Summertime (Instrumental)
6. I'm gonna carry on (instrumental)

### DVD
1. Now And Forever (PV)
2. Now And Forever (Dance versión)
3. Offshot

## Dancin' & Dreamin
Último sencillo de Hinoi Team, que salió a la venta en Japón el 7 de febrero de 2007. Mantiene la estructura básica de los últimos trabajos, con una canción principal y otras dos que sirven de acompañaniento. En cuanto al DVD, se incluye el videoclip de la canción Dancin' & Dreamin', su versión demostración y el making-off del single. En cuanto a la presentación del mismo, se reafirma la evolución de imagen del grupo hacia un estilo más maduro, sofisticado y sexy rodeado de un aura de modernidad y toque "cool".

### Lista de canciones
1. Dancin' & Dreamin'
2. Please Forgive Me
3. Merry X'mas To The World
4. Dancin' & Dreamin'(Instrumental)
5. Please Forgive Me (Instrumental)
6. Merry X'mas To The World (Instrumental)

#### DVD
1. Dancin' & Dreamin'(Videoclip)
2. Dancin' & Dreamin'(Dance versión)
3. OFF-SHOT

La versión "only CD" del sencillo incluye un remix TRANCE de Dancin' & Dreamin'

## Miembros
Asuka Hinoi
- Apodo: Asuka, leader

- Fecha de Nacimiento: 8 de enero de 1991

- Lugar de Nacimiento: Osaka, Japón

- Tipo de Sangre: B

- Estatura: 160 cm

Hikaru Koyama
- Apodo: Pickey, Daita Hikaru

- Fecha de Nacimiento: 28 de junio de 1991

- Lugar de Nacimiento: Kyoto, Japón

- Tipo de Sangre: A

- Estatura: 163 cm

Rina Takenaka
- Apodo: Rinappe, Rinichi, Take-Take

- Fecha de Nacimiento: 12 de mayo de 1992

- Lugar de Nacimiento: Kobe, Japón

- Tipo de Sangre: O

- Estatura: 164 cm

Keika Matsuoka
- Apodo: Keikeru

- Fecha de Nacimiento: 18 de septiembre de 1992

- Lugar de Nacimiento: Kobe, Japón

- Tipo de Sangre: A

- Estatura: 158 cm

## Discografía

### Álbumes
- Super Euro Party - 15 de marzo de 2006

### Sencillos
- Ike Ike - 18 de mayo de 2005
- King Kong - 27 de julio de 2005
- Night of Fire/Play with The Numbers - 14 de diciembre de 2005
- Sticky Tricky and Bang - 8 de marzo de 2006
- Now And Forever - 9 de agosto de 2006
- Dancin' & Dreamin'  - 7 de febrero de 2007

## Disolución del grupo
Keika Matsuoka anunció en la edición de abril de 2007 de la revista "Love Berry" que dejaba de posar como modelo. Esto se interpretó enseguida como una salida del grupo. Keika alegó motivos académicos en su decisión. Asimismo Asuka Hinoi retomó su carrera de cantante solista con el sencillo "Asu he no Hikari" con resultados más bien modestos. Rina Takenaka también dio por finalizada su actividad en el grupo en agosto de 2007. Aunque no ha habido confirmación oficial por parte de Avex ni de Vision Factory, el grupo se da por disuelto.